# Selección de fútbol de Zambia
La selección de fútbol de Zambia es el equipo representativo del país en las competiciones oficiales. Su primer partido lo jugó como parte del protectorado de Rhodesia del Norte, en 1946, y bajo su actual nombre en 1964.
En 2012 fue campeona de la Copa Africana de Naciones, y ha logrado ser subcampeona en los años 1974 y 1994. También ganó 6 veces la Copa COSAFA.

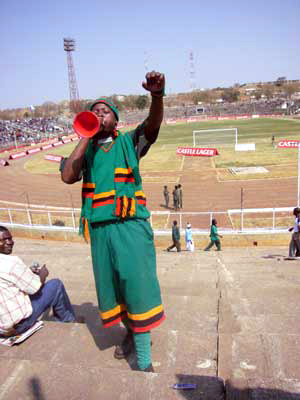
Aficionado zambiano

## Historia
Zambia disputó su primer partido el día 3 de julio de 1964 enfrentando a Tanzania y sobreponiéndose sobre esta por 1:0, a pesar de esto la selección tuvo que esperar 10 años para poder debutar en la Copa Continental.
En el año 1974, Zambia participó en la edición de la Copa Africana de este mismo año, donde fue emparejado en el grupo A y debutó venciendo por 1:0 a Costa de Marfil, para después ser derrotado 1:3 a manos de Egipto y ya para terminar la fase de grupo venció por la mínima diferencia a Uganda. Ya en semifinales se puso por delante de Congo por 4:2. Disputó la final contra Zaire donde después de haber empatado 2:2, perdió 0:2 el partido de desempate.
Cuatro años después participó nuevamente en la Copa Africana, esta vez quedando eliminada en primera fase tras su derrota inicial de 1:2 frente a Ghana, para luego superar por 2:0 a Alto Volta y terminar empatando 0:0 con Nigeria. 2 años después tuvo la oportunidad de debutar en los Juegos Olímpicos 1980 pero sin lograr ningún punto tras perder 0:1 frente a Cuba, luego 1:3 enfrentando a Unión Soviética y terminar perdiendo 1:2 frente a Venezuela.
En 1982 participaron nuevamente en la Copa Africana donde debutó perdiendo por la mínima frente a Argelia, para luego lograr un 1:0 frente a Etiopía y terminar la fase de grupo goleando 3:0 al seleccionado de Nigeria. En semifinales perdieron 1:2 con Libia y terminar la Copa ganando 2:0 la final por el tercer lugar frente a Argelia. En la Copa Africana 1986  "Las Balas de Cobre" fueron eliminado en primera fase tras perder 3:2 frente a Camerún, para luego conseguir un 0:0 al enfrentar a Argelia y terminar perdiendo nuevamente, esta vez 0:1 frente a Marruecos.
En el año 1988 tuvieron su segunda oportunidad en los Juegos Olímpicos, debutó empatando 2:2 frente al conjunto de Irak, para luego golear a uno de los equipos más fuertes de Europa, venció a Italia por 4:0 y ya para terminar la fase de grupo volvió a golear 4:0 esta vez a Guatemala. En cuartos de final fue goleado 0:4 por Alemania Federal, terminando de esta manera su participación. En la Copa Africana 1990 la selección superó la primera ronda venciendo por 1:0 a Camerún y Kenia con el mismo resultado en ambos partidos. En fase de cierre de grupo, "Las Balas de Cobre" empataron 0:0 con Senegal y en semifinales caen derrotados por 0:2 frente a Nigeria, en el partido por el tercer lugar vencen por la mínima a Senegal.
En la madrugada del 28 de abril de 1993 el avión militar que trasportaba al combinado nacional desde Mauricio hacia Senegal se precipitó al mar poco después de despegar del aeropuerto de Libreville tras hacer en él una escala. En el siniestro no hubo supervivientes, pereciendo treinta personas y entre ellas doce miembros del equipo. 
Participaron nuevamente en la Copa Africana para la edición de 1994 donde debuta empatando 0:0 con Sierra Leona, para luego vencer 1:0 a Costa de Marfil superando la fase como primero del grupo. En cuartos derrotó por la mínima deferencia a Senegal, para luego golear 4:0 a Malí en semifinales. Ya en la final, la selección de Zambia pierde la oportunidad de conseguir su primer título al ser derrotado 1:2 frente a Nigeria.
En enero de 2012 debutó en la Copa Africana venciendo por 2:1 a Senegal, para luego empatar 2:2 con Libia y ya para terminar la fase de grupos venció por 1:0 a Guinea Ecuatorial. En Cuartos de final goleo por 3:0 a Sudán, en semifinales derrotó por la mínima a Ghana accediendo de esta manera por tercera vez a una final. El 12 de febrero de 2012 contra todo pronóstico le ganaron a Costa de Marfil en la tanda de penaltis por 8:7 después de haber empatado 0:0 y de 18 penales. De esta manera la selección de Zambia consiguió su primer título en la Copa Africana de Naciones.

## Accidente aéreo
El 27 de abril de 1993, el Buffalo DHC-5D de la Fuerza Aérea de Zambia que transportaba al equipo hacia Senegal para un partido de clasificación para la copa mundial de fútbol de 1994 se estrelló, matando a los 30 pasajeros, entre ellos 18 jugadores y un número de entrenadores.

## Últimos partidos y próximos encuentros
Actualizado al último partido jugado el 17 de agosto de 2025
| Fecha      | Ciudad       | Local               | Resultado | Visitante       | Competición                          |
| ---------- | ------------ | ------------------- | --------- | --------------- | ------------------------------------ |
| 11-10-2024 | Ndola        | Zambia              | 0:0       | Chad            | Clas. Copa Africana de Naciones 2025 |
| 15-10-2024 | Yaundé       | Chad                | 0:1       | Zambia          | Clas. Copa Africana de Naciones 2025 |
| 15-11-2024 | Ndola        | Zambia              | 1:0       | Costa de Marfil | Clas. Copa Africana de Naciones 2025 |
| 19-11-2024 | Monrovia     | Sierra Leona        | 0:2       | Zambia          | Clas. Copa Africana de Naciones 2025 |
| 25-03-2025 | Moscú        | Rusia               | 5:0       | Zambia          | Partido amistoso                     |
| 06-06-2025 | Bloemfontein | Comoras             | 1:0       | Zambia          | Copa COSAFA 2025                     |
| 11-06-2025 | Bloemfontein | Botsuana            | 3:3       | Zambia          | Copa COSAFA 2025                     |
| 07-08-2025 | Nairobi      | Rep. Dem. del Congo | 2:0       | Zambia          | Campeonato Africano 2025             |
| 10-08-2025 | Nairobi      | Zambia              | 1:2       | Angola          | Campeonato Africano 2025             |
| 14-08-2025 | Nairobi      | Marruecos           | 3:1       | Zambia          | Campeonato Africano 2025             |
| 17-08-2025 | Nairobi      | Kenia               | 1:0       | Zambia          | Campeonato Africano 2025             |

## Estadísticas

### Copa Mundial de Fútbol
| Copa Mundial de Fútbol | Copa Mundial de Fútbol  | Copa Mundial de Fútbol  | Copa Mundial de Fútbol  | Copa Mundial de Fútbol  | Copa Mundial de Fútbol  | Copa Mundial de Fútbol  | Copa Mundial de Fútbol  |
| Año                    | Ronda                   | J                       | G                       | E                       | P                       | GF                      | GC                      |
| ---------------------- | ----------------------- | ----------------------- | ----------------------- | ----------------------- | ----------------------- | ----------------------- | ----------------------- |
| 1930 - 1938            | No existía la selección | No existía la selección | No existía la selección | No existía la selección | No existía la selección | No existía la selección | No existía la selección |
| 1950 - 1966            | No participó            | No participó            | No participó            | No participó            | No participó            | No participó            | No participó            |
| 1970                   | No clasificó            | No clasificó            | No clasificó            | No clasificó            | No clasificó            | No clasificó            | No clasificó            |
| 1974                   | No clasificó            | No clasificó            | No clasificó            | No clasificó            | No clasificó            | No clasificó            | No clasificó            |
| 1978                   | No clasificó            | No clasificó            | No clasificó            | No clasificó            | No clasificó            | No clasificó            | No clasificó            |
| 1982                   | No clasificó            | No clasificó            | No clasificó            | No clasificó            | No clasificó            | No clasificó            | No clasificó            |
| 1986                   | No clasificó            | No clasificó            | No clasificó            | No clasificó            | No clasificó            | No clasificó            | No clasificó            |
| 1990                   | No clasificó            | No clasificó            | No clasificó            | No clasificó            | No clasificó            | No clasificó            | No clasificó            |
| 1994                   | No clasificó            | No clasificó            | No clasificó            | No clasificó            | No clasificó            | No clasificó            | No clasificó            |
| 1998                   | No clasificó            | No clasificó            | No clasificó            | No clasificó            | No clasificó            | No clasificó            | No clasificó            |
| 2002                   | No clasificó            | No clasificó            | No clasificó            | No clasificó            | No clasificó            | No clasificó            | No clasificó            |
| 2006                   | No clasificó            | No clasificó            | No clasificó            | No clasificó            | No clasificó            | No clasificó            | No clasificó            |
| 2010                   | No clasificó            | No clasificó            | No clasificó            | No clasificó            | No clasificó            | No clasificó            | No clasificó            |
| 2014                   | No clasificó            | No clasificó            | No clasificó            | No clasificó            | No clasificó            | No clasificó            | No clasificó            |
| 2018                   | No clasificó            | No clasificó            | No clasificó            | No clasificó            | No clasificó            | No clasificó            | No clasificó            |
| 2022                   | No clasificó            | No clasificó            | No clasificó            | No clasificó            | No clasificó            | No clasificó            | No clasificó            |
| 2026                   | Por disputarse          | Por disputarse          | Por disputarse          | Por disputarse          | Por disputarse          | Por disputarse          | Por disputarse          |
| 2030                   | Por disputarse          | Por disputarse          | Por disputarse          | Por disputarse          | Por disputarse          | Por disputarse          | Por disputarse          |
| 2034                   | Por disputarse          | Por disputarse          | Por disputarse          | Por disputarse          | Por disputarse          | Por disputarse          | Por disputarse          |
| Total                  | 0/22                    | -                       | -                       | -                       | -                       | -                       | -                       |

### Copa Africana de Naciones
| Copa Africana de Naciones | Copa Africana de Naciones | Copa Africana de Naciones | Copa Africana de Naciones | Copa Africana de Naciones | Copa Africana de Naciones | Copa Africana de Naciones | Copa Africana de Naciones |
| Año                       | Ronda                     | J                         | G                         | E                         | P                         | GF                        | GC                        |
| ------------------------- | ------------------------- | ------------------------- | ------------------------- | ------------------------- | ------------------------- | ------------------------- | ------------------------- |
| 1957 - 1968               | No participó              | No participó              | No participó              | No participó              | No participó              | No participó              | No participó              |
| 1970                      | No clasificó              | No clasificó              | No clasificó              | No clasificó              | No clasificó              | No clasificó              | No clasificó              |
| 1972                      | No clasificó              | No clasificó              | No clasificó              | No clasificó              | No clasificó              | No clasificó              | No clasificó              |
| 1974                      | Subcampeón                | 5                         | 3                         | 0                         | 2                         | 9                         | 7                         |
| 1976                      | No clasificó              | No clasificó              | No clasificó              | No clasificó              | No clasificó              | No clasificó              | No clasificó              |
| 1978                      | Fase de grupos            | 3                         | 1                         | 1                         | 1                         | 3                         | 2                         |
| 1980                      | No clasificó              | No clasificó              | No clasificó              | No clasificó              | No clasificó              | No clasificó              | No clasificó              |
| 1982                      | Tercer lugar              | 5                         | 3                         | 0                         | 2                         | 7                         | 3                         |
| 1984                      | No clasificó              | No clasificó              | No clasificó              | No clasificó              | No clasificó              | No clasificó              | No clasificó              |
| 1986                      | Fase de grupos            | 3                         | 0                         | 1                         | 2                         | 2                         | 4                         |
| 1988                      | Se retiró                 | Se retiró                 | Se retiró                 | Se retiró                 | Se retiró                 | Se retiró                 | Se retiró                 |
| 1990                      | Tercer lugar              | 5                         | 3                         | 1                         | 1                         | 3                         | 2                         |
| 1992                      | Cuartos de final          | 3                         | 1                         | 0                         | 2                         | 1                         | 2                         |
| 1994                      | Subcampeón                | 5                         | 3                         | 1                         | 1                         | 7                         | 2                         |
| 1996                      | Tercer lugar              | 6                         | 4                         | 1                         | 1                         | 15                        | 6                         |
| 1998                      | Fase de grupos            | 3                         | 1                         | 1                         | 1                         | 4                         | 6                         |
| 2000                      | Fase de grupos            | 3                         | 0                         | 2                         | 1                         | 3                         | 5                         |
| 2002                      | Fase de grupos            | 3                         | 0                         | 1                         | 2                         | 1                         | 3                         |
| 2004                      | No clasificó              | No clasificó              | No clasificó              | No clasificó              | No clasificó              | No clasificó              | No clasificó              |
| 2006                      | Fase de grupos            | 3                         | 1                         | 0                         | 2                         | 3                         | 6                         |
| 2008                      | Fase de grupos            | 3                         | 1                         | 1                         | 1                         | 5                         | 6                         |
| 2010                      | Cuartos de final          | 4                         | 1                         | 1                         | 2                         | 5                         | 5                         |
| 2012                      | Campeón                   | 6                         | 5                         | 1                         | 0                         | 9                         | 3                         |
| 2013                      | Fase de grupos            | 3                         | 0                         | 3                         | 0                         | 2                         | 2                         |
| 2015                      | Fase de grupos            | 3                         | 0                         | 2                         | 1                         | 2                         | 3                         |
| 2017                      | No clasificó              | No clasificó              | No clasificó              | No clasificó              | No clasificó              | No clasificó              | No clasificó              |
| 2019                      | No clasificó              | No clasificó              | No clasificó              | No clasificó              | No clasificó              | No clasificó              | No clasificó              |
| 2021                      | No clasificó              | No clasificó              | No clasificó              | No clasificó              | No clasificó              | No clasificó              | No clasificó              |
| 2023                      | Fase de grupos            | 3                         | 0                         | 2                         | 1                         | 2                         | 3                         |
| 2025                      | Clasificado               | Clasificado               | Clasificado               | Clasificado               | Clasificado               | Clasificado               | Clasificado               |
| 2027                      | Por definir               | Por definir               | Por definir               | Por definir               | Por definir               | Por definir               | Por definir               |
| Total                     | 19/35                     | 69                        | 27                        | 19                        | 23                        | 83                        | 70                        |

## Selección Local

### Campeonato Africano de Naciones
| Campeonato Africano de Naciones | Campeonato Africano de Naciones | Campeonato Africano de Naciones | Campeonato Africano de Naciones | Campeonato Africano de Naciones | Campeonato Africano de Naciones | Campeonato Africano de Naciones | Campeonato Africano de Naciones |
| Año                             | Ronda                           | J                               | G                               | E                               | P                               | GF                              | GC                              |
| ------------------------------- | ------------------------------- | ------------------------------- | ------------------------------- | ------------------------------- | ------------------------------- | ------------------------------- | ------------------------------- |
| 2009                            | Tercer lugar                    | 5                               | 2                               | 2                               | 1                               | 7                               | 4                               |
| 2011                            | No clasificó                    | No clasificó                    | No clasificó                    | No clasificó                    | No clasificó                    | No clasificó                    | No clasificó                    |
| 2014                            | No clasificó                    | No clasificó                    | No clasificó                    | No clasificó                    | No clasificó                    | No clasificó                    | No clasificó                    |
| 2016                            | Cuartos de final                | 4                               | 2                               | 2                               | 0                               | 2                               | 0                               |
| 2018                            | Cuartos de final                | 4                               | 2                               | 1                               | 1                               | 6                               | 3                               |
| 2021                            | Cuartos de final                | 4                               | 1                               | 2                               | 1                               | 4                               | 4                               |
| 2023                            | No clasificó                    | No clasificó                    | No clasificó                    | No clasificó                    | No clasificó                    | No clasificó                    | No clasificó                    |
| 2025                            | Fase de grupos                  | 4                               | 0                               | 0                               | 4                               | 2                               | 8                               |
| Total                           | 5/8                             | 21                              | 7                               | 7                               | 7                               | 21                              | 19                              |

### Copa COSAFA
| Copa COSAFA | Copa COSAFA      | Copa COSAFA | Copa COSAFA | Copa COSAFA | Copa COSAFA | Copa COSAFA | Copa COSAFA |
| Año         | Ronda            | J           | G           | E           | P           | GF          | GC          |
| ----------- | ---------------- | ----------- | ----------- | ----------- | ----------- | ----------- | ----------- |
| 1997        | Campeón          | 5           | 3           | 2           | 0           | 11          | 4           |
| 1998        | Campeón          | 5           | 3           | 2           | 0           | 5           | 2           |
| 1999        | Semifinal        | 2           | 0           | 1           | 1           | 1           | 2           |
| 2000        | Cuartos de final | 2           | 1           | 1           | 0           | 3           | 0           |
| 2001        | Semifinal        | 3           | 1           | 2           | 0           | 3           | 2           |
| 2002        | Semifinal        | 2           | 1           | 0           | 1           | 3           | 1           |
| 2003        | Semifinal        | 2           | 1           | 1           | 0           | 5           | 3           |
| 2004        | Subcampeón       | 3           | 1           | 2           | 0           | 3           | 1           |
| 2005        | Subcampeón       | 4           | 2           | 1           | 1           | 7           | 4           |
| 2006        | Campeón          | 4           | 4           | 0           | 0           | 8           | 1           |
| 2007        | Subcampeón       | 2           | 1           | 1           | 0           | 3           | 0           |
| 2008        | Tercer lugar     | 3           | 1           | 1           | 1           | 2           | 1           |
| 2009        | Subcampeón       | 3           | 2           | 0           | 1           | 4           | 3           |
| 2010        | Cancelado        | Cancelado   | Cancelado   | Cancelado   | Cancelado   | Cancelado   | Cancelado   |
| 2013        | Campeón          | 3           | 2           | 1           | 0           | 5           | 1           |
| 2015        | Sexto lugar      | 3           | 1           | 1           | 1           | 3           | 1           |
| 2016        | Sexto lugar      | 3           | 1           | 1           | 1           | 3           | 3           |
| 2017        | Subcampeón       | 3           | 2           | 0           | 1           | 7           | 6           |
| 2018        | Subcampeón       | 3           | 1           | 1           | 1           | 3           | 4           |
| 2019        | Campeón          | 3           | 1           | 2           | 0           | 3           | 2           |
| 2020        | Cancelado        | Cancelado   | Cancelado   | Cancelado   | Cancelado   | Cancelado   | Cancelado   |
| 2021        | Fase de grupos   | 4           | 1           | 1           | 2           | 3           | 4           |
| 2022        | Campeón          | 3           | 2           | 1           | 0           | 6           | 4           |
| 2023        | Campeón          | 5           | 4           | 0           | 1           | 9           | 5           |
| 2024        | Fase de grupos   | 3           | 0           | 0           | 3           | 0           | 5           |
| 2025        | Fase de grupos   | 2           | 0           | 1           | 1           | 3           | 4           |
| Total       | 24/24            | 75          | 36          | 23          | 16          | 103         | 63          |

## Palmarés
- Copa Africana de Naciones: 1

2012.
- Copa COSAFA: 7

1997, 1998, 2006, 2013, 2019, 2022 y 2023.
Copa CECAFA: 2
1984 y 1991.

## Entrenadores
- Samuel Ndhlovu (1967)[5]
- Samuel Ndhlovu (1967)[6]
- Samuel Ndhlovu (1969)
- Boniface Simutowe (1960s)
- Ante Bušelic (1974)[7]
- Fred Mwila y   Brightwell Banda (interinos-1976)[8]
- Edward Virba (1977)[9]
- Godfrey Chitalu (interino-1978)[10]
- Ted Virba (1978)
- Brian Tiler (1978–1980)[11]
- Ted Dumitru (1980–1982)[12]
- Ante Bušelic (1982)[12]
- Bill McGarry (1983)[13]
- Wieslaw Grabowski (1983–1984)
- Jeff Butler (1984)
- Roy Mulenga (1984)
- Brightwell Banda (1984–1986)
- Samuel Ndhlovu (1987–1992)[14]
- Samuel Ndhlovu (1992)[15][16]
- Moses Simwala (1993)[17]
- Godfrey Chitalu (1993)[17]
- Roald Poulsen (1993–1994)
- Ian Porterfield (1994)[18]
- Roald Poulsen (1994–1996)
- Freddie Mwila (1996–1997)
- George Mungwa (1997)
- Burkhard Ziese (1997–1998)
- George Mungwa (1998)
- Obby Kaptia (1998)
- Fighton Simukonda (interino-1998)[19][20]
- Ben Bamfuchile (2000)[20][21]
- George Mungwa (2000)[21][22]
- Jan Brouwer (2000–2001)[23]
- Roald Poulsen (2002)
- Patrick Phiri (2002–2003)
- Kalusha Bwalya (2003–2006)
- Patrick Phiri (2006–2008)[24]
- Hervé Renard (2008–2010)[25][26]
- Wedson Nyirenda y  Honour Janza (interino-2010)
- George Lwandamina (interino-2010)
- Dario Bonetti (2010–2011)[27][28]
- Hervé Renard (2011–2013)[29][30]
- Patrice Beaumelle (interino-2013-2014)[31]
- Honour Janza (2014–2015)[32]
- George Lwandamina (2015–2016)[32]
- Wedson Nyirenda (2016-2018)[33]
- Beston Chambeshi (interino- 2018)[33]
- Sven Vandenbroeck (2018-2019)[34][35][36]
- Aggrey Chiyangi (2019-2020)[36]
- Milutin Sredojević (2020-2021)[37][38]
- Beston Chambeshi (interino-2021-2022)[39]
- Aljosa Asanovic (2022)
- Moses Sichone (interino-2022)
- Avram Grant (2022-presente)

## Jugadores

### Última convocatoria
| No. | Pos. | Jugador           | Fecha de nacimiento (edad)         | Apa. | Goles | Club              |
| --- | ---- | ----------------- | ---------------------------------- | ---- | ----- | ----------------- |
|     | POR  | Toaster Nsabata   | 24 de noviembre de 1993 (31 años)  | 34   | 0     | Sekhukhune United |
|     | POR  | Charles Kalumba   | 21 de enero de 1996 (29 años)      | 4    | 0     | Red Arrows        |
|     | POR  | Lawrence Mulenga  | 21 de agosto de 1998 (26 años)     | 0    | 0     | Power Dynamos     |
|     |      |                   |                                    |      |       |                   |
|     | DEF  | Benedict Chepeshi | 10 de junio de 1996 (29 años)      | 33   | 0     | Red Arrows        |
|     | DEF  | Dominic Chanda    | 26 de febrero de 1996 (29 años)    | 23   | 1     | Kabwe Warriors    |
|     | DEF  | Tandi Mwape       | 20 de julio de 1996 (29 años)      | 20   | 1     | Mazembe           |
|     | DEF  | Shemmy Mayembe    | 22 de noviembre de 1997 (27 años)  | 11   | 0     | ZESCO United      |
|     | DEF  | Luka Chamanga     | 4 de junio de 1991 (34 años)       | 5    | 0     | Power Dynamos     |
|     | DEF  | Allan Kapila      | 4 de junio de 1995 (30 años)       | 5    | 0     | Red Arrows        |
|     | DEF  | Frankie Musonda   | 12 de diciembre de 1997 (27 años)  | 4    | 1     | Ayr United        |
|     | DEF  | Miguel Chaiwa     | 7 de junio de 2004 (21 años)       | 1    | 0     | Young Boys        |
|     |      |                   |                                    |      |       |                   |
|     | MED  | Kelvin Kampamba   | 24 de noviembre de 1996 (28 años)  | 37   | 6     | ZESCO United      |
|     | MED  | Rodrick Kabwe     | 30 de noviembre de 1992 (32 años)  | 34   | 0     | Sekhukhune United |
|     | MED  | Clatous Chama     | 18 de junio de 1991 (34 años)      | 30   | 5     | Simba             |
|     | MED  | Kings Kangwa      | 6 de abril de 1999 (26 años)       | 15   | 3     | Red Star Belgrade |
|     | MED  | Emmanuel Banda    | 29 de septiembre de 1997 (27 años) | 14   | 0     | Djurgårdens       |
|     | MED  | Edward Chilufya   | 17 de septiembre de 1999 (25 años) | 6    | 0     | Midtjylland       |
|     |      |                   |                                    |      |       |                   |
|     | DEL  | Patson Daka       | 9 de octubre de 1998 (26 años)     | 31   | 9     | Leicester City    |
|     | DEL  | Evans Kangwa      | 9 de octubre de 1992 (32 años)     | 31   | 4     | Arsenal Tula      |
|     | DEL  | Fashion Sakala    | 14 de marzo de 1997 (28 años)      | 19   | 6     | Rangers           |
|     | DEL  | Ricky Banda       | 3 de marzo de 2001 (24 años)       | 5    | 1     | Red Arrows        |

### Mayores participaciones
| #   | Nombre              | Carrera internacional | Goles | Partidos |
| --- | ------------------- | --------------------- | ----- | -------- |
| 1.  | Kennedy Mweene      | 2004–act.             | 2     | 116      |
| 2.  | David Chabala       | 1983–1993             | 0     | 115      |
| 2.  | Godfrey Chitalu     | 1968–1980             | 79    | 111      |
| 3.  | Joseph Musonda      | 2002–2014             | 0     | 110      |
| 4.  | Rainford Kalaba     | 2005–act.             | 15    | 107      |
| 5.  | Christopher Katongo | 2003–act.             | 23    | 104      |
| 6.  | Alex Chola          | 1975–1985             | 43    | 102      |
| 6.  | Elijah Tana         | 1995–2009             | 4     | 102      |
| 7.  | Derby Makinka       | 1985–1993             | 10    | 98       |
| 8.  | Kalusha Bwalya      | 1983–2004             | 87    | 39       |
| 9.  | Kaiser Kalambo      | 1973–1982             | 1     | 82       |
| 10. | Kenneth Malitoli    | 1988-1999             | 19    | 80       |

### Máximos goleadores
| #   | Nombre              | Carrera internacional | Goles | Partidos | Prom. |
| --- | ------------------- | --------------------- | ----- | -------- | ----- |
| 1.  | Godfrey Chitalu     | 1968–1980             | 79    | 111      | 0.71  |
| 2.  | Alex Chola          | 1975–1985             | 43    | 102      | 0.42  |
| 3.  | Kalusha Bwalya      | 1983–2004             | 39    | 87       | 0.45  |
| 4.  | Bernard Chanda      | 1971–1980             | 29    | 68       | 0.43  |
| 5.  | Christopher Katongo | 2003–act.             | 23    | 104      | 0.22  |
| 6.  | Collins Mbesuma     | 2003–act.             | 22    | 65       | 0.34  |
| 7.  | Dennis Lota         | 1994–2002             | 21    | 78       | 0.27  |
| 8.  | Kenneth Malitoli    | 1988-1999             | 19    | 80       | 0.24  |
| 9.  | James Chamanga      | 2005–act.             | 17    | 63       | 0.27  |
| 10. | Rainford Kalaba     | 2005–act.             | 15    | 107      | 0.14  |
| 10. | Boniface Simutowe   | 1967–1978             | 15    | 68       | 0.22  |